# 麥卡利斯特山
77°28′S 160°22′E / 77.467°S 160.367°E
麥卡利斯特山是南極洲的山峰，位於維多利亞地，處於謝普利斯山和萊特上冰川之間，以紐約的空軍國民警衛隊機師命名，現時由南極條約體系管理。